# سسنا سایتیشن ۳
سسنا سایتیشن ۳ (به انگلیسی: Cessna Citation III) یک هواگرد ساختِ کارخانهٔ سسنا در کشور ایالات متحده آمریکا است . این هواگرد برای نخستین بار در ۱۹۷۹ میلادی مورد استفاده قرار گرفت.